# Fantcha
Fantcha és el nom artístic de Francelina Durão Almeida (Mindelo, 1965), una cantant de música tradicional capverdenca, entre el morna i la coladeira.

## Biografia
Canta des de la infantesa amb els seus dos germans que toquen la guitarra i el cavaquinho, un instrument brasiler de quatre cordes semblant a una petita guitarra. Als 10 anys, es va iniciar en el grup carnavalesc Flores de Mindelo, dirigit per Gregorio Goncalves, anomenat també Ti Goy. Aquest la presenta en 1969 a Cesária Évora, amb qui fan amistat, i que ha facilitat el seu desenvolupament artístic fora de les seves illes natals: "Viure de la música no és possible a Cap Verd".
El 1988 grava el seu primer disc, Boa Viagem, a Lisboa amb Bana, productor de música de Cap Verd des de Portugal. Després d'una gira conjuntament amb Cesária Évora, Fantcha decideix d'instal·lar-se a Nova York. Seguiren altres discos, 10 anys més tard, produïts per Lusafrica. Participà igualment al final dels anys 1990 i començament dels anys 2000 a concerts organitzats a París sobre la música de Cap Verd, gràcies al creixement d'aquesta música, durant alguns anys, i al seu mentor Cesaria Evora, i a l'èxit de la world music.

## Discografia
- Boa Viagem, (1988)[2]
- Criolinha, (Lusafrica, 1997)[1]
- Viva Mindelo, (Lusafrica, 2001)[1]
- Amor Mar e Musica, (RB Rècords, 2009[6]
- Love, sea and music, (2012[7])